# Ирганайская ГЭС
Ирганайская ГЭС — гидроэлектростанция на реке Аварское Койсу (в 6,5 км от её устья) в Дагестане, у села Гимры. Входит в каскад ГЭС на реке Аварское Койсу, являясь его второй (нижней) ступенью. Вторая по мощности гидроэлектростанция в Дагестане и на Северном Кавказе в целом (после Чиркейской ГЭС). Ирганайская ГЭС входит в состав Дагестанского филиала ПАО «РусГидро».

## Конструкция станции
Ирганайская ГЭС представляет собой высоконапорную плотинно-деривационную гидроэлектростанцию, является крупнейшей ГЭС такой конструкции в России. Установленная мощность электростанции — 400 МВт, проектная среднегодовая выработка электроэнергии — 1280 млн кВт·ч.
Сооружения гидроузла включают в себя:
- каменно-набросную плотину 42°41′37″ с. ш. 46°50′10″ в. д.HGЯO из гравийно-галечникового грунта с асфальтобетонной диафрагмой, высотой 101 м и длиной по гребню 313 м.
- эксплуатационный тоннельный водосброс, совмещённый со строительным водосбросом, пропускной способностью 1700 м³/с при НПУ и 1940 м³/с при ФПУ. Водосброс оборудован сегментным затвором;
- водоприёмник берегового типа с двумя водопропускными отверстиями;
- напорный деривационный тоннель длиной 5213 м и диаметром 7,5 м, пропускной способностью 270 м³/с;
- подземный уравнительный резервуар;
- сталежелезобетонные турбинные водоводы, состоящие из однониточной подземной части длиной 230 м, открытойчасти длиной 32 м, развилки и двухниточных открытых водоводов длиной 190 м и диаметром 5 м каждый. Водоводы оборудованы расположенными после развилки дисковыми затворами диаметром 4,5 м;
- здание ГЭС полуоткрытого типа;
- отводящий канал длиной 1300 м.

В здании ГЭС установлены два вертикальных гидроагрегата мощностью по 200 МВт, с радиально-осевыми турбинами РО 230-В-400, работающими при расчётном напоре 168 м. Гидротурбины изготовлены предприятием «Турбоатом», оборудованы встроенным кольцевым затвором. Турбины приводят в действие генераторы СВ 865/232-28, изготовленные заводом «Элсиб». Электроэнергия с генераторов на напряжении 15,75 кВ подается на трехфазные силовые трансформаторы ТДЦ-250000/330 мощностью по 250 МВА, а с них через открытые распределительные устройства (ОРУ) 110 и 330 кВ — в энергосистему. Связь между ОРУ 110 кВ и 330 кВ производится через автотрансформатор АТДЦТН-125000/330/110 мощностью 125 МВА. Выдача мощности Ирганайской ГЭС осуществляется по двум линиям электропередачи:
- ВЛ 330 кВ Ирганайская ГЭС — Махачкала;
- ВЛ 110 кВ Ирганайская ГЭС — Ирганай ГПП.

Напорные сооружения ГЭС образуют Ирганайское водохранилище. Площадь водохранилища при нормальном подпорном уровне 18 км², длина 21 км. Полная и полезная ёмкость водохранилища составляет 601 и 371 млн м³ соответственно, что позволяет осуществлять сезонное регулирование стока. Отметка нормального подпорного уровня водохранилища составляет 547 м над уровнем моря (по Балтийской системе высот), форсированного подпорного уровня — 548,4 м, уровня мёртвого объёма — 520 м. При создании водохранилища затоплено 940 га сельхозугодий, перенесено 521 строение.

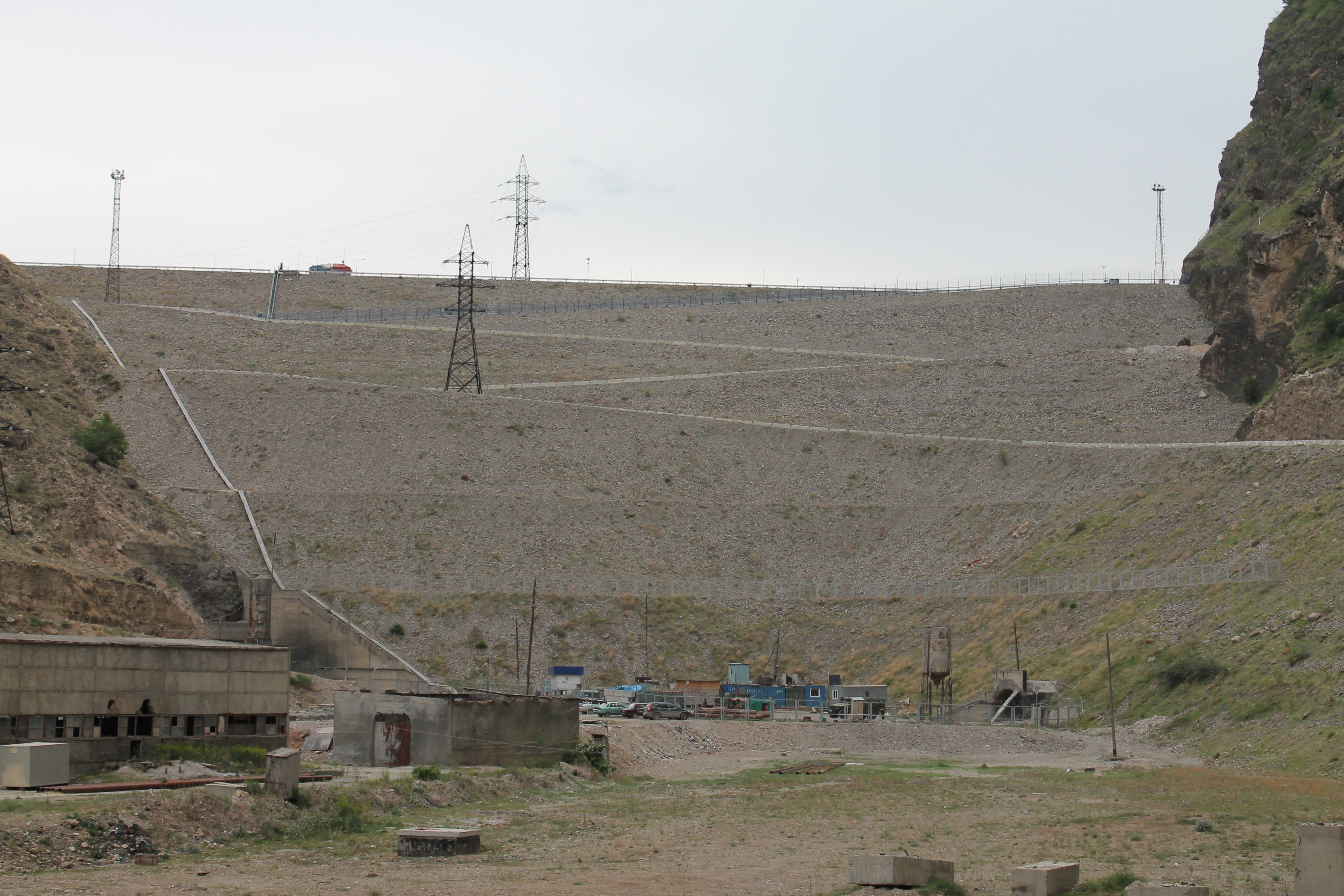
Плотина
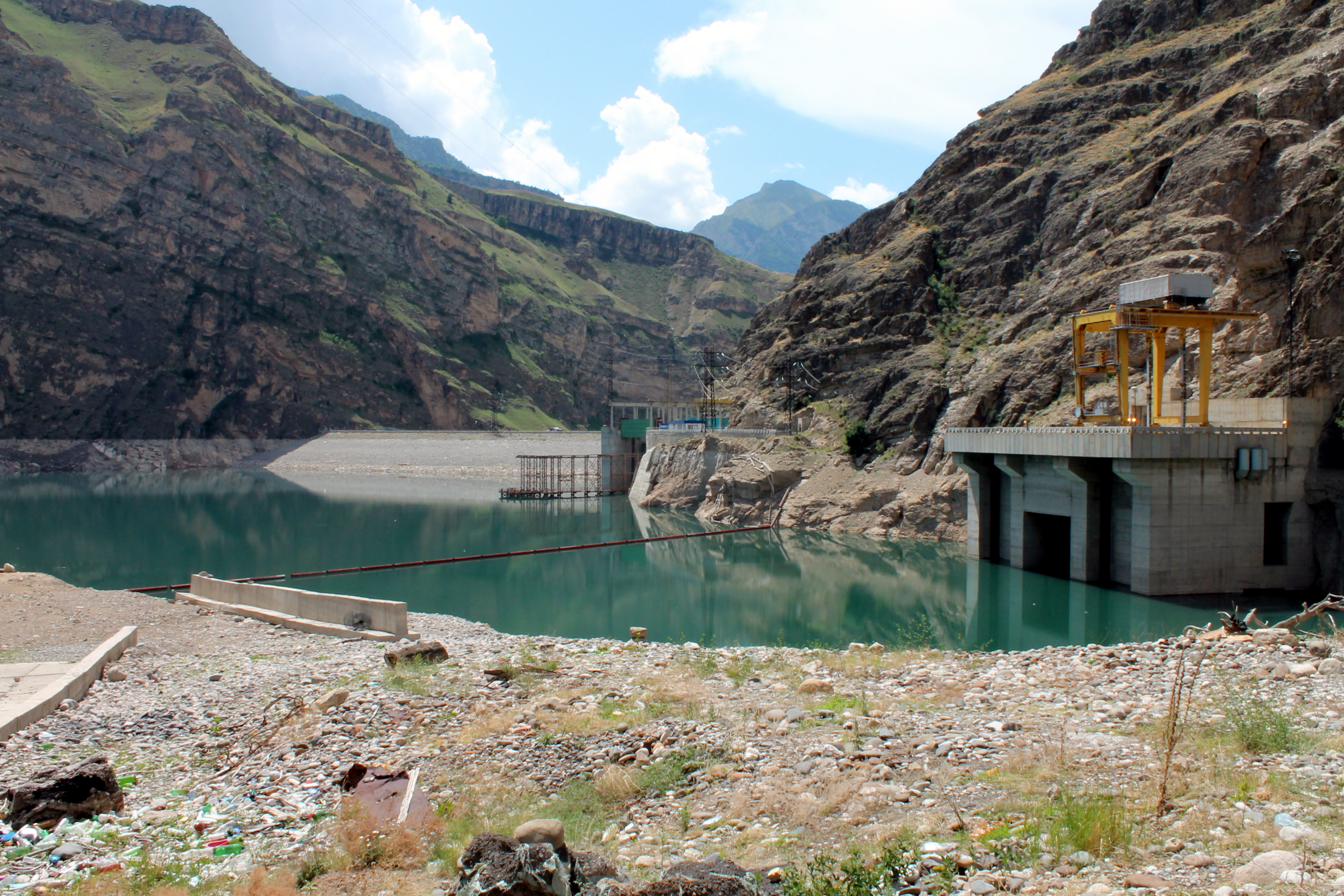
Водоприемник и плотина с верхнего бьефа
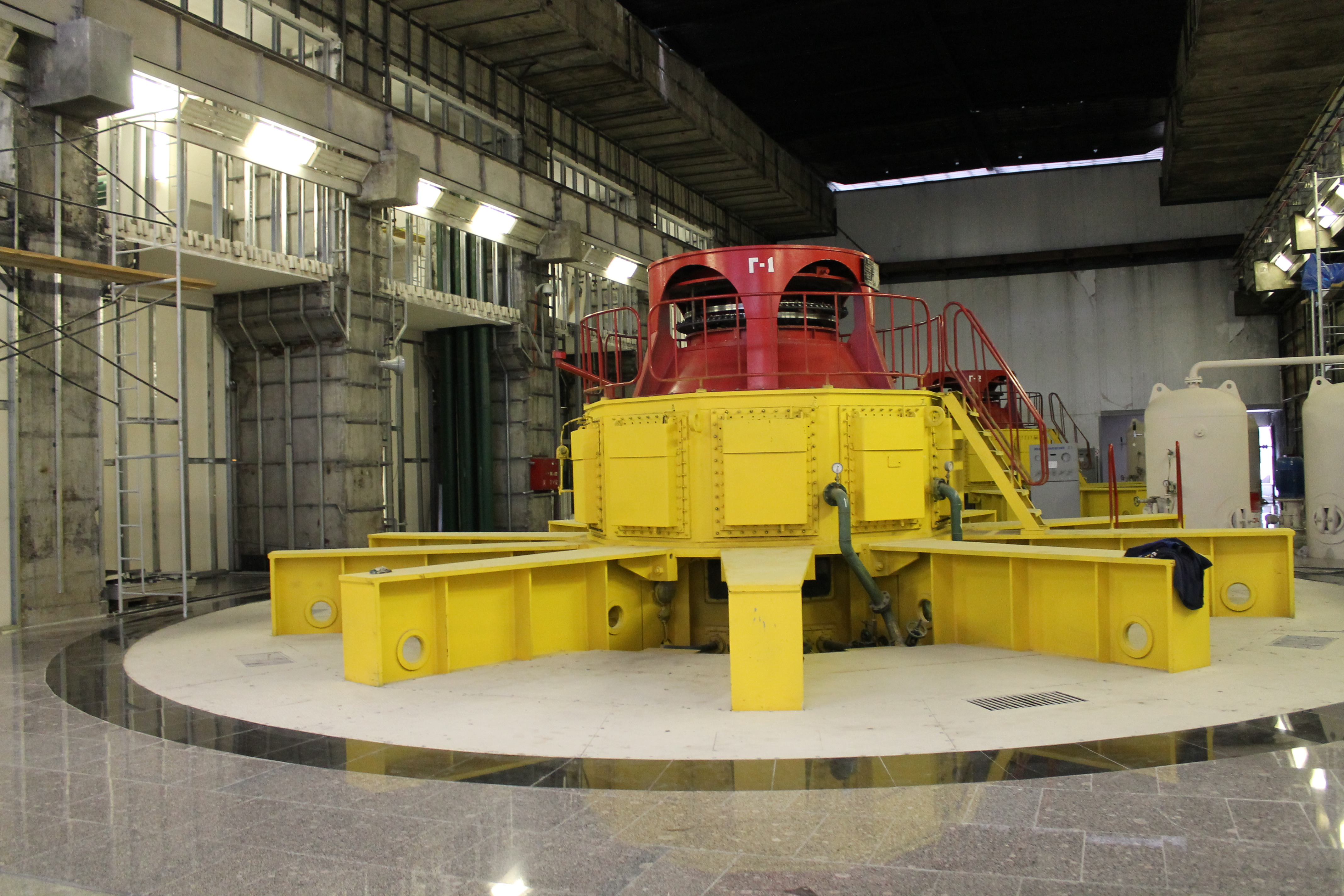
Машинный зал
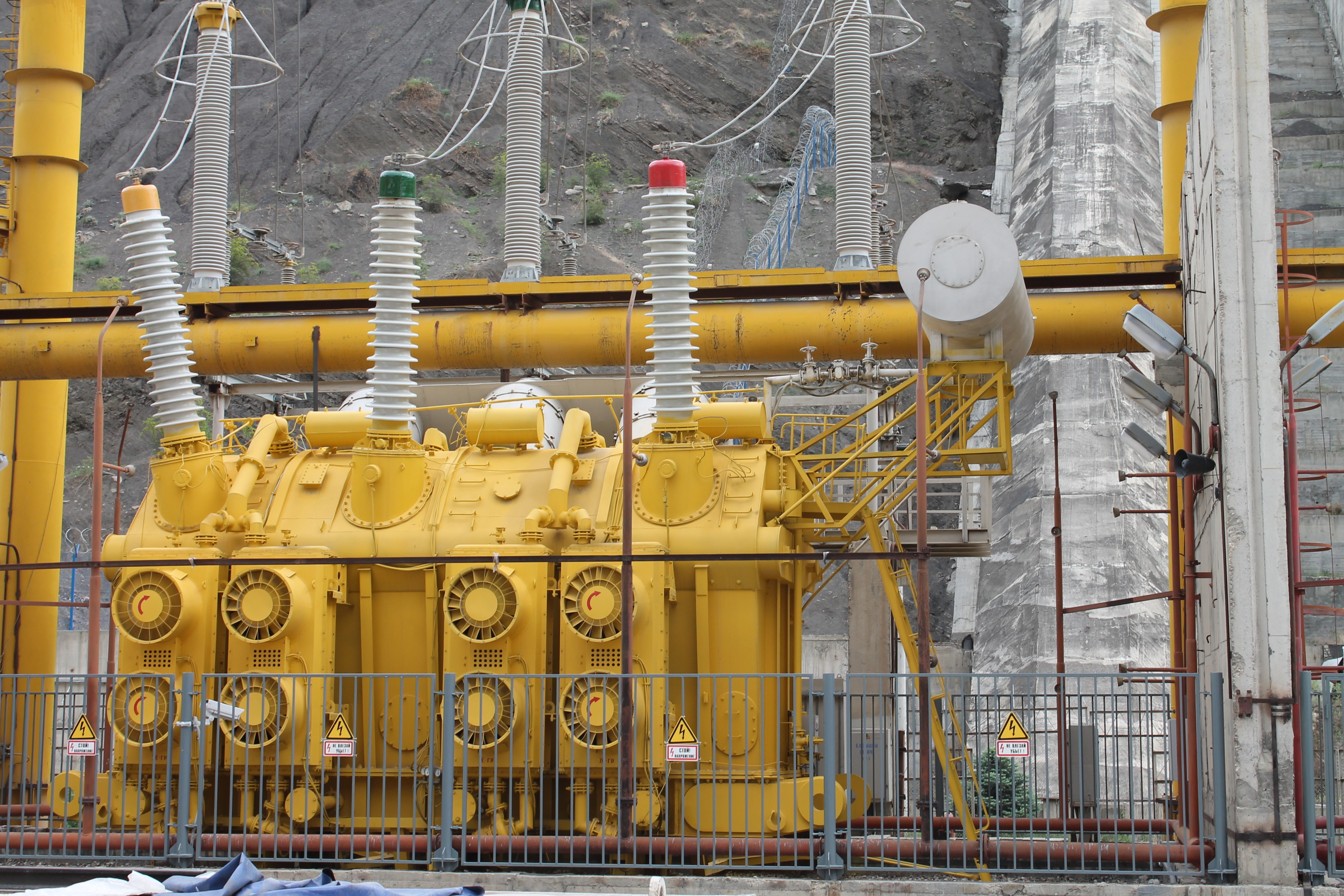
Силовой трансформатор
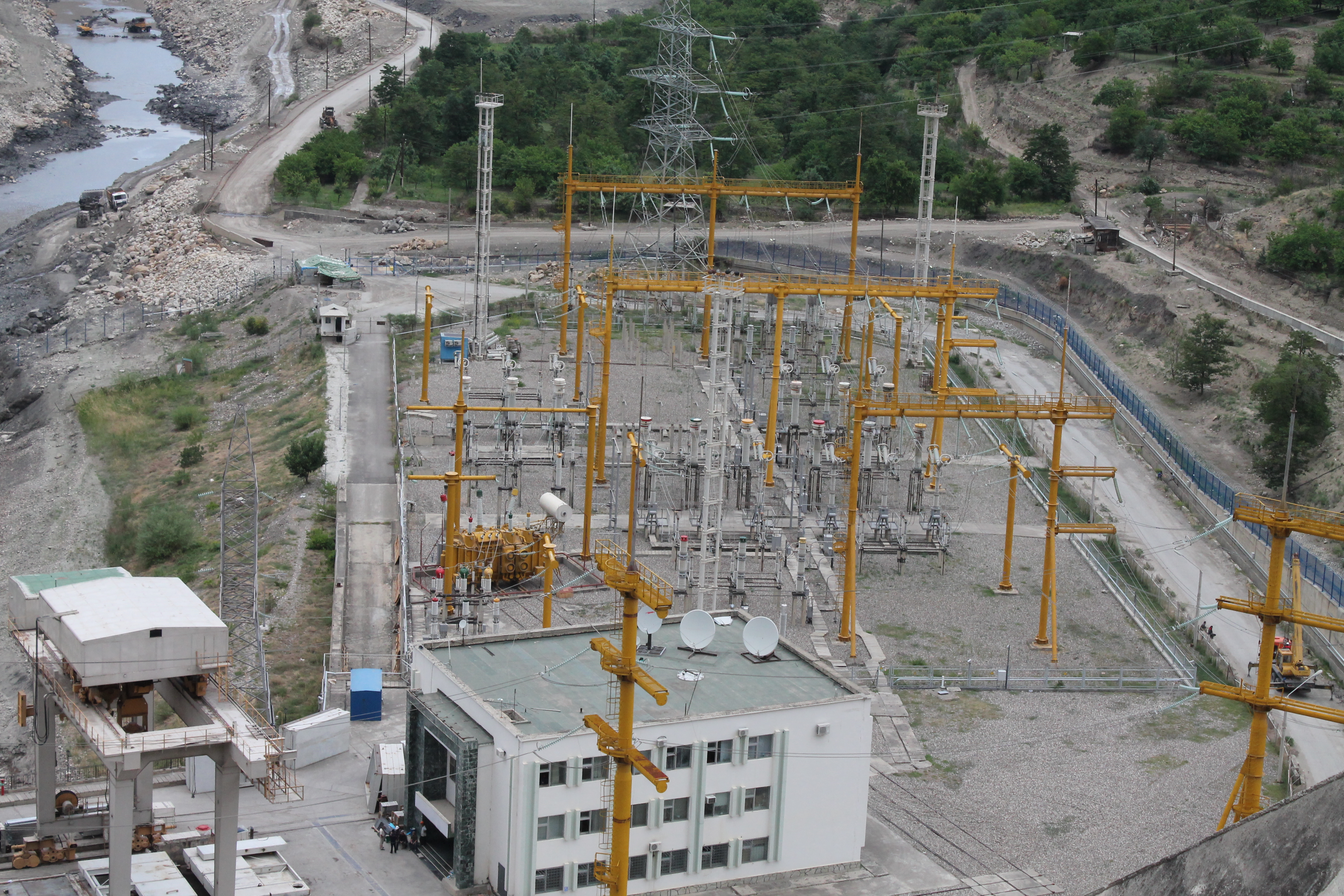
Распределительное устройство
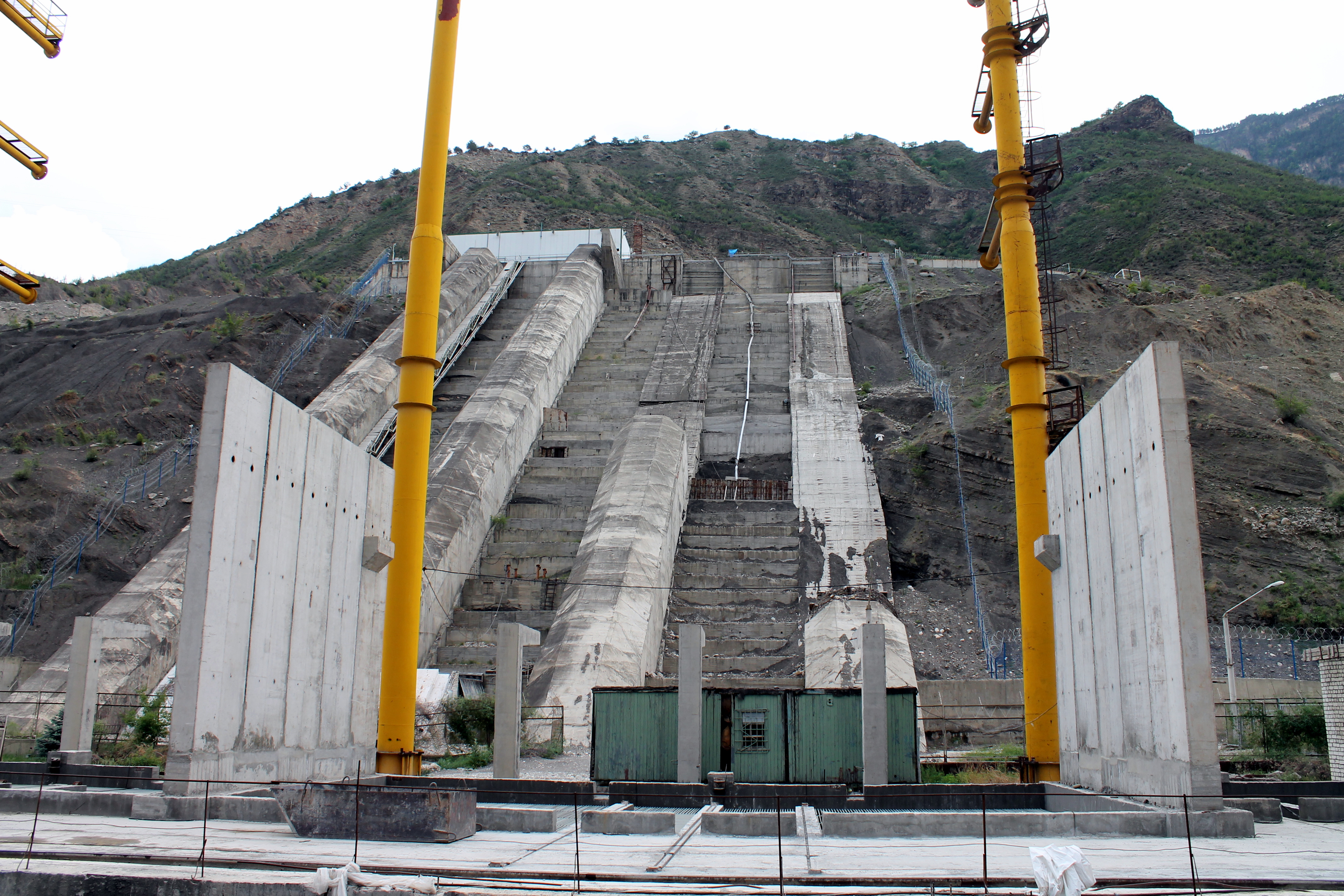
Турбинные водоводы
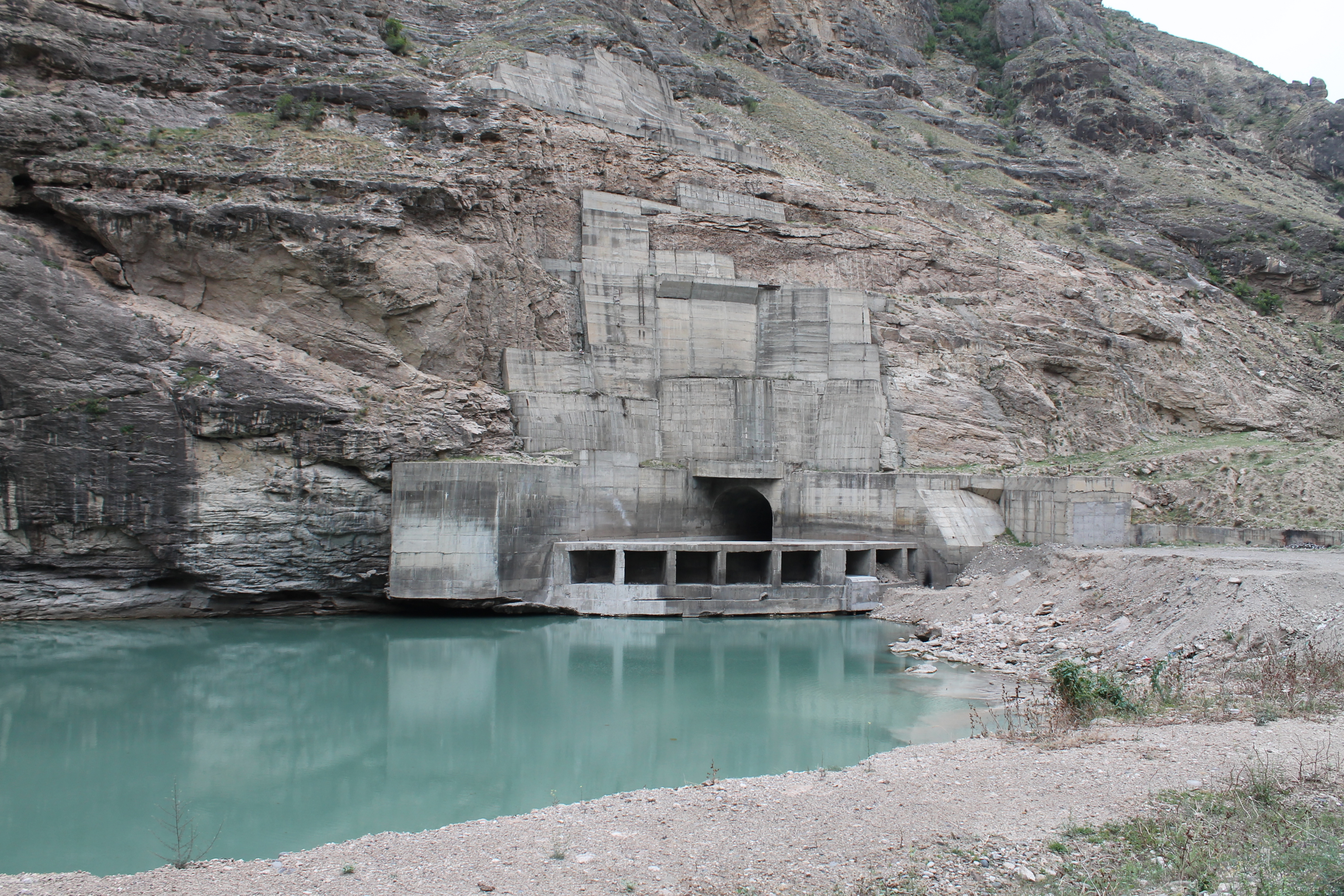
Водовыпуск водосброса
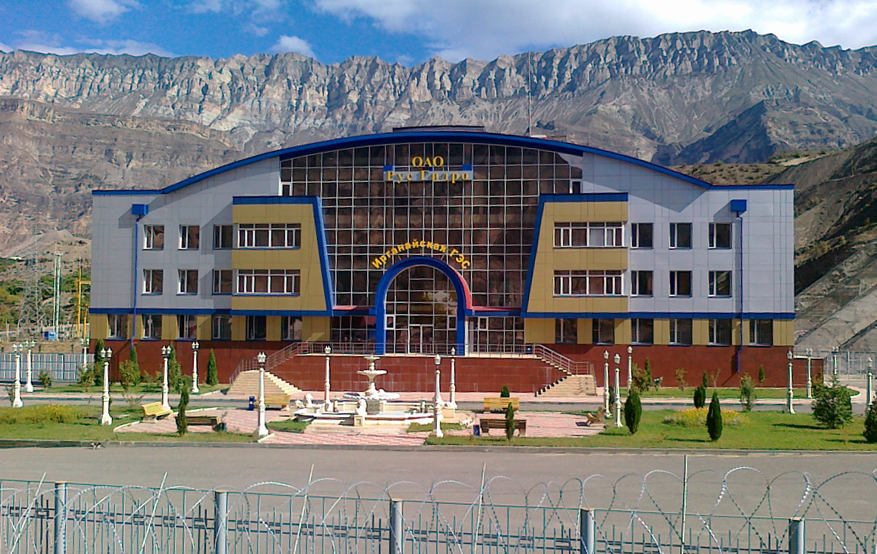
Административный корпус

## Экономическое значение
Ирганайская ГЭС является второй по мощности ГЭС (после Чиркейской) на Северном Кавказе. ГЭС используется для работы в остропиковом режиме, для сглаживания суточных и недельных колебаний графика нагрузки энергосистемы Юга России.

## История строительства и эксплуатации
В 1970 году была утверждена «Схема использования рек Андийского и Аварского Койсу», первоочередным объектом которой была намечена Ирганайская ГЭС, в 1973 году было начато проектирование станции. Технико-экономическое обоснование проекта Ирганайской ГЭС, разработанное институтом «Ленгидропроект», было утверждено в 1975 году. Станция была запроектирована как остропиковая, мощностью 800 МВт.
Строительство Ирганайской ГЭС было начато в 1977 году, в связи с плохой транспортной доступностью строительной площадки имело длительный подготовительный этап. За счет сметы станции был построен Гимринский автодорожный тоннель длиной 4303 м (самый протяженный в России в своем классе); вариант доставки грузов на стройку водным транспортом по Чиркейскому водохранилищу был дешевле, но строительство тоннеля имело большой сопутствующий социально-экономический эффект для всего Дагестана. Возведение основных сооружений станции было начато в 1987 году. В сентябре 1989 года была начата проходка деривационного тоннеля, для чего в США был закуплен горнопроходческий комплекс фирмы «Роббинс». В 1992 году была перекрыта река Аварское Койсу.
В связи с ухудшением экономического положения в стране строительство станции затянулось, кроме того, стройплощадка неоднократно блокировалась местными жителями, недовольными размерами компенсаций за затапливаемые земли. В качестве компромиссного варианта в 1992 году «Ленгидропроект» предложил установить в качестве отметки НПУ 535 м, при которой реализуется 90 % мощности гидроузла (это решение было утверждено в 1998). В 1996 году строительство станции было решено разделить на две очереди: первую в составе плотины, деривационного тоннеля и двух гидроагрегатов и вторую в составе еще одного тоннеля и оставшихся двух гидроагрегатов. Первый гидроагрегат Ирганайской ГЭС был пущен 22 декабря 1998 года, второй — 10 декабря 2001 года. Гидроагрегаты пускались с недостроенной плотиной, на пониженном напоре (отметка НПУ 483 м), что ограничивало мощность станции величиной 214 МВт. В 2006 году отметка НПУ была поднята до 521 м, мощность станции возросла до 360 МВт.
К весне 2008 году строительство плотины было завершено, однако в акте о готовности водохранилища, утверждённом правительством Дагестана 28 апреля, указывалось, что санитарная очистка ложа водохранилища не закончена на треть: в зоне планируемого затопления оставались 70 гектаров абрикосовых садов и 50 официально зарегистрированных домов (не считая примерно такого же количества самостроев), а также не реконструированы очистные сооружения в окрестных сёлах. В конце мая возмущённым перспективами затопления недвижимости местным жителям вице-премьер Дагестана пообещал, что будут затоплены лишь земли до отметки в 535 м, освобождённые ещё в советское время.
Тем не менее, 13 июня водохранилище было за одну ночь заполнено до НПУ 547 м, десятки домов остались под водой вместе с имуществом. В результате станция достигла мощности 400 МВт и перешла в режим постоянной эксплуатации. Официально строительство станции с подписанием необходимых документов по состоянию на 2018 год не завершено по причине несоответствия изначального проекта Ирганайской ГЭС мощностью 800 МВт фактически построенным сооружениям.
По состоянию на 2020 год жители затопленных территорий так и не получили компенсаций в полном объёме и судятся с властями.

## Эксплуатация
2 июля 2001 Ирганайская ГЭС выработала 1 млрд кВт·ч электроэнергии. 1 июля 2008 года ОАО «Ирганайская ГЭС» было присоединено к ОАО «РусГидро», станция вошла в состав компании на правах филиала. 1 января 2012 года станция была передана в Дагестанский филиал РусГидро.
| 2006  | 2007   | 2008   | 2009   | 2010   | 2011  | 2012   | 2013   | 2014   | 2015   | 2016   | 2017   | 2018   |
| ----- | ------ | ------ | ------ | ------ | ----- | ------ | ------ | ------ | ------ | ------ | ------ | ------ |
| 229,0 | 1044,5 | 1214,5 | 1404,7 | 1215,4 | 671,5 | 1069,2 | 1560,4 | 1011,6 | 1187,9 | 1535,4 | 1100,4 | 1359,1 |

7 сентября 2010 года на Ирганайской ГЭС была произведена диверсия с использованием взрывного устройства, следствием чего стал пожар в машинном зале станции. К лету 2011 года восстановительные работы были завершены.
От строительства второй очереди Ирганайской ГЭС было решено отказаться, поскольку ее возведение практически не увеличивает выработку, а механизм окупаемости дополнительной маневренной мощности отсутствует. Уже созданный задел под вторую очередь (конструктив здания ГЭС с кратерами под два гидроагрегата, частично построенные турбинные водоводы, заделы под второй деривационный тоннель) решено законсервировать. Работы по консервации планируется провести в 2020-2022 годах.
Ведутся работы по модернизации Ирганайской ГЭС, в 2019 году завершены работ по устройству быстротока и отводящего канала, проводится усиление цементационной завесы плотины, проведена реконструкция распределительного устройства с заменой выключателей.

## Теракт
Ночью 29 мая 2005 года в районе ГЭС было установлено[кем?], в шахматном порядке, 27 артиллерийских фугасов, соединенных между собой электропроводами. В случае их одновременного взрыва могли произойти обрушение тоннеля Ирганайской ГЭС Чиркейского водохранилища и затопление населенных пунктов.
Милиционер А. М. Аскеров, ценой свой жизни, предотвратил теракт; он скончался по дороге в больницу.
За мужество и героизм, проявленные при выполнении служебного долга, Указом Президента Российской Федерации от 23 сентября 2005 года № 1122 старшему лейтенанту милиции Аскерову Аскеру Магомедаминовичу присвоено звание Героя Российской Федерации (посмертно).